# 鄑之战
鄑之战，是指公元前683年（周庄王十四年、鲁庄公十一年、齐桓公三年、宋闵公九年），鲁庄公率军在鄑（今山东省汶上县一带）击败宋国军队的作战。
前684年六月，宋军在乘丘之战被鲁军击败。前683年夏，宋闵公为雪战败之耻，发兵攻打鲁国。鲁庄公率军迎战，在鲁国鄑地遇到宋军。鲁不待宋军列好阵型，即发起突然进攻，大败宋军。